# Зшитий полімер
Зши́тий полімер, сітчастий полімер (рос. сетчатый [сшитый] полимер, англ. network [space] polymer) — полімер, що складається з однієї чи більше тривимірних просторових сіток, які постають при утворенні поперечних хімічних зв'язків між лінійними чи розгалуженими макромолекулами під дією отверджувачів, вулканізаторів або фізичних впливів (наприклад, опромінення). Такі полімери є аморфними, нерозчинними речовинами, вони утворюються при вулканізації, полімеризації або поліконденсації поліфункційних мономерів або олігомерів.